# 洞庭湖

楼閣山水圖

洞庭湖，中国五大淡水湖之一，位於湖南省北部，长江荆江河段以南，是中国仅次于青海湖和鄱陽湖的第三大湖泊。原为中国最大的淡水湖，后因人类生产活动致其水域面积大幅缩减，现为仅次于鄱陽湖的中国第二大淡水湖。面积2579.2平方公里（1998年），但它还有湘、资、沅、澧四水和“长江四口”1300多平方公里洪道面积（一说1.878万平方公里）。两者合计，仍有3879.2平方公里。在七月至九月间，洪水泛滥时期，该湖的面积会大大增加，最大可以达到20000平方公里。洞庭湖南纳湘、资、沅、澧四水汇入，北与长江相连，通过松滋、太平、藕池、调弦（1958年已封堵）“四口”吞纳长江洪水，湖水由东面的城陵矶附近注入长江。唐代诗人孟浩然、杜甫、刘禹锡描寫了洞庭湖水的浩瀚煙波平静而美麗。宋代张孝祥有「洞庭青草，近中秋，更無一點風色」（『念奴嬌・過洞庭』）詞句。

## 与长江关系
洞庭湖是长江的过水湖，长江经松滋、太平、藕池三口分流入洞庭湖，经城陵矶出湖。汛期长江宜昌流量的一半从湖里过。以前的问题是长江泥沙在湖区沉积，和人为围垦一起淤积洞庭湖库容，逐渐削弱其调蓄洪水的能力。三峡大坝蓄水后，长江清水下泄，荆江河道下切，造成枯水期分流入洞庭三口的水量锐减，除松滋口外的其他两口都大概率断流，严重影响洞庭湖的水量。
这需要全面疏浚挖深洞庭湖的江水入湖分流河网，以保证洞庭湖沿线枯水季节的供水。

## 洞庭湖水系
洞庭湖水系指最终汇入洞庭湖的各水网系统，包括洞庭湖平原各河网水道和湘江、资江、澧水和沅江等长江一级支流。
洞庭湖流域即洞庭湖水系流经的广大地区，流域多年平均年降水量1,427毫米，多年平均年径流量为2,016亿立方米，约占长江流域地表水资源的21%，其比重为长江流域各水系之首。洞庭湖流域覆盖湖南省大部和湖北省、广西壮族自治区、贵州省和重庆市部分地区，流域面积262,800余平方公里，约占长江流域面积的14%。因湘、资、沅、澧四水常遇较大暴雨，洪峰流量常超过河道安全泄量，造成洪水灾害。洞庭湖平原区为湖南农业主产区，以种植粮食、棉花为主，也是中国主要淡水养殖区之一，耕地面积约占湖南全省的六分之一，居住人口约占湖南全省九分之一。

## 环境问题
2010年春，洞庭湖因乾旱，水域面積銳減，由历年同期的1,649平方公里，減至382平方公里，許多地方變成草原。当时专家指出，如果6月汛期来临较慢，雨量不大水位上涨缓慢，会给湖区田鼠提供充足由洲滩向内垸迁移的时间，那么6月底到7月还可能爆发鼠害。
由于泥沙淤塞、围湖造田，洞庭湖现已分割为东洞庭湖、西洞庭湖、南洞庭湖、大通湖、目平湖和七里湖等部分。洞庭湖的面积已经大大缩小，以至于比鄱阳湖还小。人们意识到这个问题后，退耕还湖，现在洞庭湖的面积逐渐增大，但是还没有超过鄱阳湖。

## 公共卫生

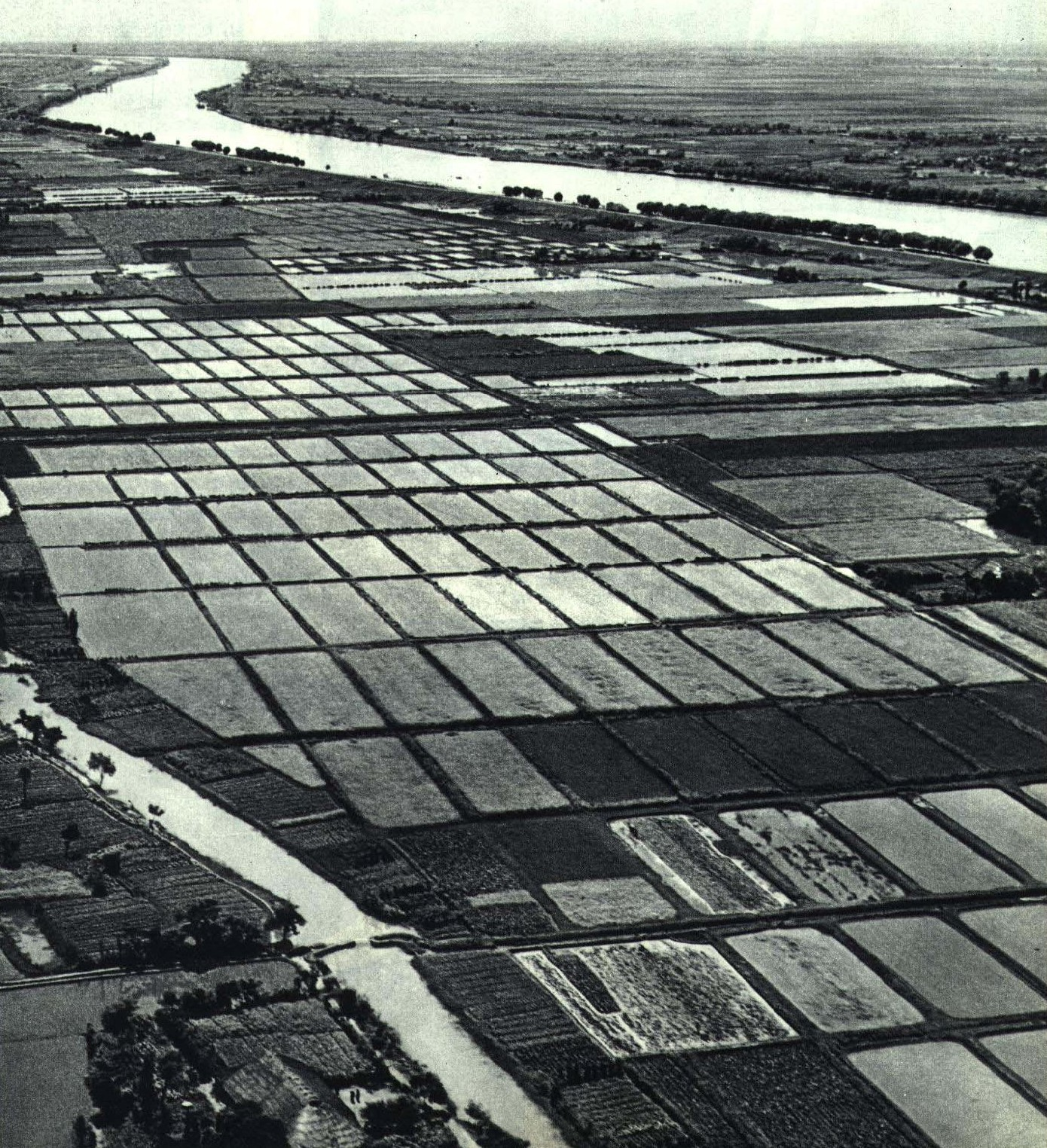
1965年 洞庭湖旁的垸田

洞庭湖是湖南省内血吸虫病疫情最集中的地区。附近的岳阳是血吸虫重点疫区，且近年血吸虫病发病量呈上升趋势。分析认为发病量上升与牛羊的洲滩敞放（虫卵可粪便传播），以及查（灭）钉螺防疫经费不足有关。
血吸虫尾蚴10秒即可进入人体，为了避免染上血吸虫病，居民应该避免直接接触洞庭湖水。农民赤脚进入洞庭湖疫区劳作亦为染病的高危举动。

## 历史变迁
历史上洞庭湖曾是中国第一大淡水湖，昔日号称“八百里洞庭”。由于近现代的围湖造田，以及自然的泥沙淤积，洞庭湖面积由最大时的清順治到道光年間汛期的湖面面積约6,000平方公里骤减到1983年的2,625平方公里，中华人民共和国成立后被鄱阳湖超过而退居为中国境内第二大淡水湖。近年来加强了对湖泊区域的保护，实行退耕还湖。現在天然湖泊面积2,820平方公里，蓄洪堤垸和单退堤垸高水还湖扩大湖泊面积1,343平方公里，总共3,968平方公里（官方数据）。
1998年，长江遭遇巨大洪水。时任总理朱镕基到洞庭湖区视察防洪工作时强调了洞庭湖的生态建设，并提出：“洞庭湖的发展要有一个长远规划，首先就是洞庭湖的水面要恢复到新中国成立以前的4350平方公里；其次要在沿湖以外的地方规划几个城市，把基础设施逐步建设好，然后一年一年把人往里搬。围着湖的几个大城市，将来就是旅游城市。”随后，湖南省政府制定实施了“4350工程”。该工程要求：要在2015年之前，将洞庭湖在高洪水位时恢复到4350平方公里。但考虑到堤垸中人口迁移及其他经济和社会因素，该工程并未完全实施。
| 年份         | 早期 | 1896 | 1949 | 1954 | 1958 | 1971 | 1977 | 1983 | 1998  |
| ------------ | ---- | ---- | ---- | ---- | ---- | ---- | ---- | ---- | ----- |
| 面积（km2）  | 5400 | 4350 | 3915 | 3141 | 2820 | 2740 | 2691 | 2625 | 2820  |
| 容量（亿m3） | 293  | 268  | ?    | 210  | ?    | 178  | 174  | ?    | 约180 |

| 年代         | 面积（平方公里） | 变化百分比 |
| ------------ | ---------------- | ---------- |
| 1644－1825年 | 约6,200          | 100%       |
| 1826－1915年 | 约5,600          | 90%        |
| 1916－1949年 | 约4,200          | 67%        |
| 1950－1978年 | 约2,700          | 44%        |
| 1978－1998年 | 约2,600          | 42%        |
| 1999－2004年 | 约2,820          | 45%        |

不過，自從 2006 年起，洞庭湖開始乾涸見底。主要原因有二︰（一）季節性降水量變化；（二）三峽大壩截流，減少了上游而來的供水。

## 水生资源
- 经济鱼类：鲤鱼、青鱼、草鱼、鲢鱼、鲫鱼、鳊鱼、鲂鱼、龟和鳖
- 珍稀鱼类：中华鲟、鲥鱼、银鱼、鳗鱼

## 延伸阅读
[在维基数据编辑]
 《欽定古今圖書集成·方輿彙編·山川典·洞庭湖部》，出自陈梦雷《古今圖書集成》